# Müllers großes deutsches Ortsbuch

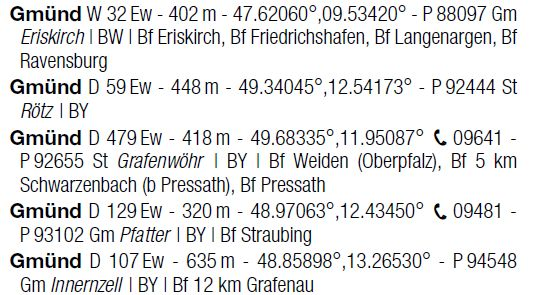
Beispieleinträge

Müllers großes deutsches Ortsbuch (Zitiertitel: Ortsmüller) ist ein Nachschlagewerk für Ortschaften in Deutschland.

## Ausgaben
Die erste Auflage erschien im Jahr 1922 unter dem Titel Lambertis deutsches Ortsbuch für den Post- und Eisenbahnverkehr. Die zweite Auflage erschien 1926 und trug den Namen des neuen Bearbeiters, des Postmeisters Friedrich Müller.
Aufgrund der Teilung Deutschlands hatte die 18. Auflage aus dem Jahr 1974 keine Angaben aus dem Gebiet der DDR. Nach der Wiedervereinigung erschien 1992 ein Interimsband für die neuen Bundesländer. Die 25. Auflage 1994/95 umfasste ein Verzeichnis für alte und neue Bundesländer.
Im Jahr 2004 erschien die zweite digitale Ausgabe auf CD-ROM mit 126.000 Ortsnamen.
2021 erschien bei DeGruyter die 37. Ausgabe ISBN 9783110729870.
Einige Sonderbände erfassen vorübergehend zum Deutschen Reich gehörige Gebiete, sowie die früheren so genannten, heute zu Polen gehörigen Ostgebiete:
- Ortsbuch für das Land Österreich, 1939
- Ortsbuch für die Ostmark (Österreich), 1944
- Orte des Reichsgaues Sudetenland, 1939
- Ortsbuch für die Sudetengebiete, 1944 (Ergänzung zur 7. Ausgabe)
- Ortsbuch für Eupen-Malmedy, Elsass-Lothringen und Luxemburg, 1942
- Verzeichnis der Postämter und Postleitzahlen des Reichspostgebietes, 1944
- Verzeichnis der jenseits von Oder-Neiße gelegenen, unter polnischer Verwaltung stehenden Ortschaften, 1951
- Müllers grosses deutsches Ortsbuch. Bundesrepublik Deutschland. Neue Bundesländer, 1992

## Kritik
- Von dem Hauptort einer Gemeinde gibt es keine Einwohnerzahlen. Stattdessen wird die Einwohnerzahl der Gemeinde wiedergegeben.
- Bei den Einwohnerzahlen von Ortsteilen wird nicht angegeben, zu welchem Stichtag diese erhoben wurden. Eine Überprüfung ergibt, dass dies meistens die Volkszählungsergebnisse von 1970 sind, in seltenen Fällen auch die von 1950 oder 1961.
- Bei Ortsteilen, die Hauptort einer ehemaligen Gemeinde waren, die erst nach 1972 ihre Selbständigkeit verloren hatte, wird oftmals die Einwohnerzahl der ehemaligen Gemeinde wiedergegeben. Der Stichtag der Erhebungen lässt sich hier überhaupt nicht ermitteln.